# 76-я стрелковая дивизия (2-го формирования)
76-я стрелковая дивизия (76 сд) — воинское формирование (соединение, стрелковая дивизия) РККА в Великой Отечественной войне.
Дивизия участвовала в боевых действиях
 12.07.1943 — 23.07.1943,
 01.08.1943 — 27.01.1944,
 10.03.1944 — 09.05.1945.
Сокращённое наименование — 76 сд

## История
Дивизия формировалась в марте-апреле 1943 года в районе Тулы (МВО) на базе 87-й стрелковой бригады (Приказ Ставки № 46081 от 20.03.1943)
15 июля 1943 года дивизия была включена в состав 21-й армии Западного фронта и участвовала в Ельнинско-Дорогобужской наступательной операции. 31 августа 1943 года ей, как отличившейся в боях при освобождении города Ельня, было присвоено наименование «Ельнинская»
В сентябре 1943 года дивизия участвует в боях на территории Смоленской области. С 15 октября по 2 ноября 1943 года она находилась в резерве 68-й армии, затем в составе 33-й и 5-й армий Западного фронта вела бои на оршанском направлении. В начале декабря она перешла в подчинение 10-й армии и совершила марш к Могилеву, затем вела бои по освобождению населенных пунктов Могилевской области. С 27 января по 10 марта 1944 года дивизия находилась на доформировании в Бологоевском районе Калининской области, затем была включена в 47-ю армию 2-го Белорусского фронта и участвовала в Полесской наступательной операции (с 5 апреля — в составе Белорусского, а с 16 апреля — 1-го Белорусского фронтов). В ходе Белорусской наступательной операции в июне — июле 1944 года дивизия отличилась в боях за освобождение города Ковель, за что была награждена орденом Красного Знамени.
С июля 1944 года дивизия участвовала в Люблин-Брестской наступательной операции, в освобождении восточных районов Польши. В середине сентября части дивизии прикрывали с севера войска, ведущие бои за предместье Варшавы — крепость Прага. За эти бои дивизия была награждена орденом Суворова 2-й ст. На заключительном этапе дивизия принимала участие в Висло-Одерской, Варшавско-Познанской, Восточно-Померанской и Берлинской наступательных операциях. Приказом ВГК от 19 февраля 1945 года за отличия в боях при освобождении Варшавы ей было присвоено наименование «Варшавская».

## Полное название
76-я Ельнинско-Варшавская Краснознаменная ордена Суворова стрелковая дивизия 

## Состав и награды
- 93-й стрелковый Померанский Краснозаменный полк

 (5 апреля 1945 года- за овладение городами Дейч-Кроне и Меркиш-Фридлянд)
- 207-й стрелковый орденов Суворова и Кутузова[4] полк

 (5 апреля 1945 года- за овладение городами Дейч-Кроне и Меркиш-Фридлянд)
- 216-й стрелковый ордена Суворова и Кутузова полк

 (26 апреля 1945 года- за прорыв обороны немцев восточнее города Штарград и овладении городами Бервальде, Темпельбург, Фалькенбург, Драмбург, Вангерин, Лабес, Фрайенвальде, Шифельбайн, Регенвальде и Керлин)
 (5 апреля 1945 года- за овладение городами Дейч-Кроне и Меркиш-Фридлянд)
- 80-й артиллерийский Краснозаменный полк

 (5 апреля 1945 года- за овладение городами Дейч-Кроне и Меркиш-Фридлянд)
- 100-й отдельный истребительно-противотанковый ордена Александра Невского дивизион

 (28 мая 1945 года- за овладение городами Ратенов, Шпандау, Потсдам)
- 95-й отдельный сапёрный ордена Красной Звезды батальон

 (28 мая 1945 года- за овладение городами Ратенов, Шпандау, Потсдам)
- 230-й отдельный ордена Красной Звезды батальон связи (666-я отдельная рота связи)

 (28 мая 1945 года- за овладение городами Ратенов, Шпандау, Потсдам)
- 36-я отдельная разведывательная рота
- 150-й отдельный медико-санитарный батальон
- 5 -я отдельная рота химической защиты
- 148-я автотранспортная рота
- 133-я полевая хлебопекарня
- 123-й дивизионный ветеринарный лазарет
- 1732-я полевая почтовая станция
- 1690-я полевая касса Государственного банка.

## Подчинение
| Дата            | Фронт                    | Армия               | Корпус                  | Примечания |
| --------------- | ------------------------ | ------------------- | ----------------------- | ---------- |
| 01.04.1943 года | Московский военный округ |                     | -                       | -          |
| 01.05.1943 года | Резерв ставки ВГК        | 3-я резервная армия | -                       | -          |
| 01.06.1943 года | Резерв ставки ВГК        | 3-я резервная армия | -                       | -          |
| 01.07.1943 года | Резерв ставки ВГК        | 3-я резервная армия | -                       | -          |
| 01.08.1943 года | Западный фронт           | 21-я армия          |                         | -          |
| 01.09.1943 года | Западный фронт           | 21-я армия          | 69-й стрелковый корпус  | -          |
| 01.10.1943 года | Западный фронт           | 21-я армия          | 69-й стрелковый корпус  | -          |
| 01.11.1943 года | Западный фронт           | 68-я армия          | 69-й стрелковый корпус  | -          |
| 01.12.1943 года | Западный фронт           | 5-я армия           | 81-й стрелковый корпус  | -          |
| 01.01.1944 года | Западный фронт           | 10-я армия          |                         | -          |
| 01.02.1944 года | Резерв ставки ВГК        | 21-я армия          | 114-й стрелковый корпус | -          |
| 01.03.1944 года | Резерв ставки ВГК        | 21-я армия          | 114-й стрелковый корпус | -          |
| 01.04.1944 года | 2-й Белорусский фронт    | 21-я армия          | 77-й стрелковый корпус  | -          |
| 01.05.1944 года | 1-й Белорусский фронт    | 21-я армия          | 125-й стрелковый корпус | -          |
| 01.06.1944 года | 1-й Белорусский фронт    | 21-я армия          | 125-й стрелковый корпус | -          |
| 01.07.1944 года | 1-й Белорусский фронт    | 21-я армия          | 125-й стрелковый корпус | -          |
| 01.08.1944 года | 1-й Белорусский фронт    | 21-я армия          | 125-й стрелковый корпус | -          |
| 01.09.1944 года | 1-й Белорусский фронт    | 21-я армия          | 125-й стрелковый корпус | -          |
| 01.10.1944 года | 1-й Белорусский фронт    | 21-я армия          | 125-й стрелковый корпус | -          |
| 01.11.1944 года | 1-й Белорусский фронт    | 21-я армия          | 125-й стрелковый корпус | -          |
| 01.12.1944 года | 1-й Белорусский фронт    | 21-я армия          | 125-й стрелковый корпус | -          |
| 01.01.1945 года | 1-й Белорусский фронт    | 21-я армия          | 125-й стрелковый корпус | -          |
| 01.02.1945 года | 1-й Белорусский фронт    | 21-я армия          | 125-й стрелковый корпус | -          |
| 01.03.1945 года | 1-й Белорусский фронт    | 21-я армия          | 125-й стрелковый корпус |            |
| 01.04.1945 года | 1-й Белорусский фронт    | 21-я армия          | 125-й стрелковый корпус |            |
| 01.05.1945 года | 1-й Белорусский фронт    | 21-я армия          | 125-й стрелковый корпус |            |

## Командование

### Командиры
- Бабаян, Амаяк Григорьевич (01.04.1943 — 18.09.1943), полковник;
- Выдриган, Захарий Петрович (19.09.1943 — 13.07.1944), полковник;
- Гервасиев, Андрей Никитич (14.07.1944 — ??.06.1945), полковник

## Награды и наименования
| Награда (наименование)             | Дата                                                         | За что награждена |
| ---------------------------------- | ------------------------------------------------------------ | --- |
| Почётное наименование «Ельнинская» | Приказ Верховного Главнокомандующего от 31 августа 1943 года | За отличие в боях при прорыве сильно укрепленной полосы обороны противника и овладение оперативно важным, крупным узлом дорог и важнейшим опорным пунктом обороны смоленского направления — городом Ельня |
| Орден Красного Знамени             | 23 июля 1944 года                                            | награждена указом Президиума Верховного Совета СССР от 23 июля 1944 года за успешное выполнение заданий командования в боях с немецкими захватчиками, за освобождение города Ковель.                      |
| Орден Суворова II степени          | 31 октября 1944 года                                         | За образцовое выполнение заданий командования в боях с немецкими захватчиками, за овладение крепостью Прага и проявленные при этом доблесть и мужество.                                                   |
| Почётное наименование «Варшавская» | Приказ Верховного Главнокомандующего от 19 февраля 1945 года | За отличие в боях за овладение столицей Польши городом Варшава — важнейшим стратегическим узлом обороны немцев на реке Висла                                                                              |

Личному составу 76-й стрелковой Ельнинско-Варшавской Краснознамённой ордена Суворова дивизии было объявлено девять благодарностей в приказах Верховного Главнокомандующего:
- За овладение оперативно важным, крупным узлом дорог и важнейшим опорным пунктом обороны смоленского направления — городом Ельня. 31 августа 1943 года № 6.
- За овладение важным опорным пунктом обороны немцев и крупным железнодорожным узлом — городом Ковель. 6 июля 1944 года. № 131.
- За овладение крепостью Прага — предместьем Варшавы и важным опорным пунктом обороны немцев на восточном берегу Вислы. 14 сентября 1944 года № 187.
- За овладение городами Дейч-Кроне и Меркиш-Фридлянд — важными узлами коммуникаций и сильными опорными пунктами обороны немцев в Померании. 11 февраля 1945 года. № 274.
- За овладение городами Бервальде, Темпельбург, Фалькенбург, Драмбург, Вангерин, Лабес, Фрайенвальде, Шифельбайн, Регенвальде и Керлин — важными узлами коммуникаций и сильными опорными пунктами обороны немцев в Померании. 4 марта 1945 года. № 288.
- За овладение городом Альтдамм и ликвидацию сильно укрепленного плацдарма немцев на правом берегу реки Одер восточнее Штеттина. 20 марта 1945 года. № 304.
- За полное окружение Берлина и овладение городами Науен, Эльшталь, Рорбек, Марквардт. 25 апреля 1945 года. № 342.
- За овладение городами Ратенов, Шпандау, Потсдам — важными узлами дорог и мощными опорными пунктами обороны немцев в Центральной Германии. 27 апреля 1945 года. № 347.
- За овладение столицей Германии городом Берлин — центром немецкого империализма и очагом немецкой агрессии. 2 мая 1945 года. № 359.

## Отличившиеся воины дивизии
| Награда     | Ф. И. О.                        | Должность                                                                                       | Звание                    | Дата награждения                            | Примечания |
| ----------- | ------------------------------- | ----------------------------------------------------------------------------------------------- | ------------------------- | ------------------------------------------- | --- |
|             | Баранов, Ардальон Вениаминович  | командир миномётной батареи 93-го стрелкового полка                                             | Старший лейтенант ВС СССР | 31.05.1945                                  | 16—18.04.1945 при форсировании р. Альте-Одер и в боях за г. Врицен (Германия) на западных окраинах Берлина, при форсировании канала Гогенцоллерн (ныне Одер-Хафель) в районе Потсдама: его батарея прокладывала путь наступавшим стрелковым подразделениям, нанесла врагу значит, урон в живой силе и боевой технике. |
|             | Ерёмин, Иван Егорович           | командир стрелкового отделения 93-го стрелкового полка                                          | Сержант                   | 23.07.1944                                  | 29.3.1944 в ожесточённом бою за высоту в Турийском р-не Волынской области с отделением сжёг 2 тяжёлых танка и уничтожил более взвода солдат противника. 01.04.1944 первым поднялся в атаку, будучи тяжело раненным, не покинул поля боя.                                                                              |
|             | Колодников, Александр Иосифович | разведчик 93-го стрелкового полка                                                               | Младший сержант           | 31.05.1945                                  | 19—26.04.1945 во главе группы разведчиков неоднократно проникал в глубокий тыл противника, проявил образцы воинской доблести и мужества, уничтожил и пленил несколько десятков гитлеровцев. Будучи ранен, вынес с поля боя раненого командирара.                                                                      |
|             | Мурдугов, Александр Иосифович   | командир артиллерийского дивизиона 80-го артиллерийского полка                                  | Майор                     | 31.05.1945                                  | 18—27.04.1945 на подступах к Берлину умело руководил взводом, нанеся противнику значительный урон в живой силе и боевой технике. |
|             | Никитенко, Василий Лаврентьевич | командир стрелкового взвода 1-го стрелкового батальона 93-го Краснознамённого стрелкового полка | Старший сержант           | 31.05.1945                                  | В ходе окружения берлинской группировки противника умело командовал своим дивизионом, участвовал в овладении г. Шильдов, нанёс врагу большой урон. |
|             | Трофимов, Иван Андреевич        | наводчик станкового пулемёта 93-го стрелкового полка                                            | Красноармеец              | 31.05.1945                                  | 28.04.1945 в бою за р-н Шпандау в Берлине: подбил 2 БТР, уничтожил гранатой расчёт пулемёта противника. Погиб в этом бою. |
|             | Трушков, Николай Иванович       | командир взвода автоматчиков 216-го стрелкового полка                                           | Младший лейтенант         | 31.05.1945                                  | 26—27.04.1945 в р-не нас. пункта Зеебург (Германия). Подняв взвод в атаку, захватил траншею противника. При преследовании врага уничтожил танк, 6 огневых точек и много гитлеровцев. |
|             | Умаров, Салих Хусанович         | командир 1-й батареи 80-го артиллерийского полка                                                | Капитан                   | 31.05.1945                                  | 02—03.05.1945 в нас. пункте Вильгельмштадт (Германия). Блокировав шоссе, батарея под его командованием отразила 11 контратак и уничтожила большое количество живой силы и техники врага. На протяжении всего боя лично ставил задачи орудиям, умело управлял огнём.                                                   |
| Орден Славы | Глущенко, Михаил Андреевич      | командир расчёта 45-мм орудия 93-го стрелкового полка                                           | Старший сержант           | 13.08.1944 02.10.1944 09.02.1945 31.05.1945 | Один из полных кавалеров ордена Славы, награждённых в годы войны четырьмя орденами Славы. |
|             | Емельянов, Александр Дмитриевич | помощник командира взвода пешей разведки 207-го стрелкового полка                               | Старший сержант           | 20.09.1944 09.02.1945 31.05.1945            | |
|             | Кадомцев, Иван Иванович         | командир отделения пешей разведки 93-го стрелкового полка                                       | Сержант                   | 17.09.1944 09.02.1945 31.05.1945            | |
|             | Ольховский, Владимир Сергеевич  | командир стрелкового отделения 216-го стрелкового полка                                         | Сержант                   | 03.02.1945 11.03.1945 31.05.1945            | |

## Известные люди служившие в дивизии
- Тодоровский, Пётр Ефимович — В 1944—1945 гг. служил командиром миномётного взвода во 2-м стрелковом батальоне 93-го стрелкового полка. Впоследствии советский и российский кинооператор, режиссёр, сценарист и композитор. Народный артист РСФСР.
- Казакевич, Эммануил Генрихович — советский писатель. Служил начальником разведотдела дивизии.